# Quiet Times
"Quiet Times" é uma canção pop da cantora Dido, lançada como single promocional do terceiro álbum de estúdio, Safe Trip Home.

## Informação da canção
A canção foi escrita sobre o seu pai, 
The song was written about her father, que faleceu em 2006. A canção foi incluida nas séries televisivas Ghost Whisperer, One Tree Hill e Grey's Anatomy.

## Lançamento
A canção foi lançada como segundo single do álbum da Austrália e entrou nas tabelas musicais da rádio em Fevereiro.

## Histórico de lançamento
| País                                        | Data              | Formato |
| ------------------------------------------- | ----------------- | ------- |
| Ucrânia                                     | Janeiro de 2009   | Airplay |
| Austrália, Croácia, Rússia, República Checa | Fevereiro de 2009 | Airplay |

| Tabelas musicais (2009)             | Melhor posição |
| ----------------------------------- | -------------- |
| Croatia International Airplay Chart | 20             |
| Albanian Webchart                   | 11             |
| Czech Republic Airplay Chart        | 65             |
| Russia Moscow Airplay Chart         | 70             |
| Australian Singles Charts           | 124            |